# الواد الأخضر
الواد الأخضر مدينة وبلدية تابعة إقليميا إلى دائرة اولاد ميمون ولاية تلمسان الجزائرية.

## الجغرافيا

### الموقع الجغرافي
تقع بلدية الواد الأخضر شرق مدينة تلمسان تحدها شرقا بلدية اولاد ميمون وبلدية عين يسر وجنوبا بلدية سبدو وغربا بلدية عين فزة ومن الشمال تحدها بلدية سيدي السنوسي

### التضاريس
تمتاز بوعورة جبالها الشاهقة التي كانت مسرحا للثورة وملاذا امنا لهم ويمتد على طولها من الجنوب إلى الشمال واد يشطرها إلى شطرين سميت باسمه

### أحياء وقرى البلدية
بني غزلي.يبدر الحلة. اولادسيدي الحاج. يبدر الدشرة. مزوغن. بني يعقوب. بني حماد.

## التاريخ
تعتبر من المناطق الريفية التي مر بها الأمير عبد القادر وحط رحاله فيها وأثناء الثورة تحتضنت الثوار واقدمت القوافل من الشهداء إذ كانت منطقة عبور واجتماعات صانعي الثورة التحريرية ومن أشهر الذين مروا من هناك الراحل الرئيس الهواري بومدين والرئيس عبد العزيز بوتفليقة وغيرهم كثير كما لا ننسى بان جمعية العلماء المسلمين قد بنت في سنة 1943 مدرسة للتعليم بقرية اولاد سيدي الحاج صارت قبلة لطالبي العلم تخرج منها أشهر الفقهاء في الدين والعلم وصاروا من صانعي ثورة التحرير فيمابعد.

## السكان
هجرها سكانها في العشرية السوداء واما اليوم فيتمركزون بصفة خاصة في مقر البلادية بيبدر الحلة وبيبدر الدشرة واما في بقية القرى فالسكان قليلون.

## الاقتصاد
البلدية كلها أراضي فلاحية ورعوية اكثرها اشجار وحقول وتشتهر خاصة بشجر الكرز (حب الملوك) وهو مصدر شهرتها ومنبع ثروتها إلى جانب بعض الفواكه الأخرى والخضر المتنوعة.